# Шерил (Ајова)
Шерил (енгл. Sherrill) град је у америчкој савезној држави Ајова. По попису становништва из 2010. у њему је живело 177 становника.

## Демографија
Према попису становништва из 2010. у граду је живело 177 становника, што је -9 (-4.8%) становника више него 2000. године.
| Група             | 2000.       | 2010.       |
| Белци             | 182 (97,8%) | 168 (94,9%) |
| Афроамериканци    | 0 (0,0%)    | 4 (2,3%)    |
| Азијати           | 0 (0,0%)    | 0 (0,0%)    |
| Хиспаноамериканци | 4 (2,2%)    | 5 (2,8%)    |
| Укупно            | 186         | 177         |